# Willie Kent
Willie Kent (Inverness, 24 februari 1936 - Englewood, 2 maart 2006) was een Amerikaanse bluesmuzikant (zang, basgitaar) en songwriter.

## Biografie
Zijn eerste zangervaringen maakte Willie Kent in zijn jeugd in de kerk. Door het radioprogramma van KFFA King Biscuit Time leerde hij Arthur Crudup, Sonny Boy Williamson II en vooral Robert Nighthawk waarderen. Op 11-jarige leeftijd hoorde hij in de Harlem Inn de daar optredende artiesten Raymond Hill, Jackie Brenston, Howlin' Wolf, Clayton Love, Ike Turner en Little Milton.
In 1952 kwam hij naar Chicago, waar hij werkte en blues luisterde. Hij kocht een gitaar. In 1959 voegde hij zich bij de band Ralph and the Red Tops als chauffeur, manager en tijdelijke zanger. Op een nacht was de bassist van de band te dronken om te spelen en dus speelde hij basgitaar, het instrument waarop hij de rest van zijn leven zou spelen. Hij speelde voor Little Walter, Muddy Waters, Howlin' Wolf, Junior Parker, Arthur Stallworth and the Chicago Playboys, Hip Linkchain en Jimmy Dawkins. Tijdens de jaren 1970 ondernam hij zijn eerste Europese tournee en werd hij de frontman van de huisband in Ma Bea's Lounge in de Madison Avenue (Sugar Bear & the Beehives, Willie James (gitaar), Robert Plunkett (drums)). In 1982 werd hij lid van Eddie Taylors Blues Band. Na diens overlijden formeerde hij zijn eigen band Willie Kent & The Gents. In verschillende bezettingen bleef deze band tot aan Kents overlijden bestaan. In 1989, na een bypass-operatie, beëindigde hij zijn werk en concentreerde hij zich geheel op de muziek, zoals men kan opmaken uit zijn discografie. Voor 1989 verschenen slechts twee albums van hem.

## Overlijden
Willie Kent overleed in maart 2006 op 70-jarige leeftijd.

## Onderscheidingen
- W.C. Handy Awards: Best Blues Instrumentalist, bas (1995, 1997 tot 2005)
- Criticikeuze: Most Outstanding Blues Musician, bas Living Blues Magazine (1995 tot 1999, 2001)
- Lezerskeuze: Album of the Year 2001 Soul Bag Magazin, Frankrijk, voor Comin' Alive
- Criticikeuze: Album of the Year 2001 Soul Bag Magazin, Frankrijk, voor Comin' Alive
- France Blues Award: Best Blues Musician, bas (2002, 2003)
- Chicago's Album of the Year 1998 Make Room for the Blues
- Library of Congress: Best Blues Recording of the Year 1991 voor Ain't It Nice

## Discografie

### Albums
- 1975: Ghetto (Storyville Records)
- 1989: I'm What You Need (Big Boy Records)
- 1991: Ain't It Nice (Delmark Records)
- 1991: King of Chicago's West Side Blues (Wolf Records)
- 1993: Live at B.L.U.E.S. in Chicago (Wolf Records)
- 1994: Too Hurt to Cry (Delmark Records)
- 1996: Long Way to Ol' Miss (Delmark Records)
- 1998: Everybody Needs Somebody (Wolf Records)
- 1998: Make Room for the Blues (Delmark Records)
- 1998: Who's Been Talking met Lil' Ed Williams (Earwig Music Company)
- 2001:  Comin' Alive! (Blue Chicago Records)
- 2004: Blues and Trouble (Isabel Records)

### Gastoptredens (selectie)
- 1991: John Littlejohn - Johnny Littlejohn's Blues Party
- 1993: Eddie Taylor - Bad Boy
- 1993: Johnny B. Moore - Lonesome Blues
- 1995: Al Miller - Wild Cards
- 1995: Bonnie Lee - Sweetheart Of The Blues
- 1995: Eddie Shaw - Home Alone
- 1996: Johnny B. Moore - Live At Blue Chicago
- 1997: Johnny B. Moore - 911 Blues
- 1997: Freddie Roulette - Back In Chicago: Jammin' With Willie Kent And The Gents
- 1998: Blues Power, Vol. 1: Wolf Records Presents The Best of Blues
- 1998: Edward Taylor - Lookin For Trouble
- 1998: Boston Blackie / Otis 'Big Smokey' Smothers - Chicago Blues Session, Vol. 1
- 1998: Chicago Blues Tour
- 1999: Louisiana Red - Millennium Blues
- 1999: Earwig 20th Anniversary Collection
- 2000: This Is The Blues Harmonica
- 2000: Vera Taylor - You Better Be Careful
- 2001: Johnny B. Moore - Born In Clarksdale Mississippi
- 2001: Iceman Robinson - I've Never Been Loved
- 2003: Delmark – 50 Years Of Jazz And Blues: Blues
- 2003: West Side Chicago Blues

- Bibliothèque nationale de France: cb140093806 (data)
- Gemeinsame Normdatei: 134424956
- International Standard Name Identifier: 0000 0000 3175 3858
- Library of Congress Control Number: n92073529
- MusicBrainz: dcf0feec-9f3c-4f58-945b-932030fa4f8b
- Système universitaire de documentation: 181276976
- Virtual International Authority File: 61743657
- WorldCat: E39PBJj8W3KypQXYqVqXHdwHmd